# Karyotype
En karyotype er en angivelse af den specifikke kromosombesætning hos eukaryote arter. Begrebet kan også anvendes om den enkelte celle eller det enkelte individ. Studiet af karyotyper er en del af cytogenetikken.
Antallet af kromosomer i de somatiske celler hos et individ eller en art kaldes det somatiske antal og betegnes 2n. Således svarer 2n til 46 kromosomer hos mennesket. I kønscellerne er antallet af kromosomer n (hos mennesket er n = 23).
Således er autosomerne i normale, diploide organismer til stede i 2 kopier. Der kan i nogle tilfælde også være kønskromosomer. Polyploide celler har flere kopier af kromosomerne og haploide celler har kun et af hvert kromosom. Studiet af karyotyper er kendt under navnet karyologi. Kromosomerne afbildes normalvis i et karyogram eller idiogram i par ordnet efter størrelse og positionen af centromeret for kromosomer af samme størrelse.
Karyotyper kan anvendes til mange formål såsom at studere fejl i kromosomerne, cellers funktion, taksonomiske forhold, og til at indsamle information om evolutionære begivenheder.

## Karyotyper hos mennesket
De fleste arter har en standardkaryotype. Den normale karyotype hos mennesket indeholder 22 par autosomer og et par kønskromosomer. Den normale karyotype hos kvinder indeholder to x-kromosomer og betegnes 46,XX. Mandens karyotype omfatter både et X- og et Y-kromosom og betegnes således 46,XY. Enhver afvigelse fra den normale karyotype kan føre til udviklingsforstyrrelser.